# Ярмола Олександр Миколайович
Ярмола Олександр Миколайович (нар. 6 жовтня 1978) — колишній український тенісист.
Найвищу одиночну позицію світового рейтингу — 622 місце досяг 1 жовтня 2007, парну — 419 місце — 27 серпня 2007 року.

## Титули Челленджер/Ф'ючерс
| Легенда            |
| ------------------ |
| ATP Челленджер (1) |
| ITF Ф'ючерс (1)    |

### Парний розряд: (2)
| Ранг | Дата     | Турнір                                | Рівень     | Покриття | Партнер             | Суперники                             | Рахунок  |
| ---- | -------- | ------------------------------------- | ---------- | -------- | ------------------- | ------------------------------------- | -------- |
| 1.   | Вер 2006 | Alexander Kolyaskin Memorial, Донецьк | Челленджер | Тверде   | Олександр Недовєсов | Олександр Аксьонов Владислав Клименко | 6–4, 6–2 |
| 2.   | Лип 2008 | Грузія F1, Тбілісі                    | Ф'ючерс    | Ґрунт    | Іван Аніканов       | Олексій Філенков Давид Савич          | 6–1, 6–3 |